# 方世玉
方世玉（？—？），广东地区民间流传的少年武術家，事迹多記錄自「西魯傳說」、清代武侠小说《萬年青》中。
方世玉的事迹曾多次被改编成电影、电视剧。如1993年香港电影《方世玉》《方世玉续集万夫莫敌》（李连杰主演）、1999年张卫健主演的电视剧《少年英雄方世玉》、2011年杨子主演的《盖世英雄方世玉》等。

## 小說萬年青中的方世玉
方世玉生於南京，其父方德是廣東肇慶府富翁，長年獨自在南京經營綢緞店，家鄉有妻子李氏及兩個兒子，方孝玉與方美玉。因經常接濟流落南京的廣東同鄉苗顯，苗顯臨終前將女兒苗翠花託付於方德為妾。苗翠花產下方世玉後遵照苗顯遺訓，將方世玉從小鍛鍊得銅皮鐵骨。
一次方世玉隨父親去杭州收帳，聽聞將軍衙門的教頭雷洪（雷老虎）在當地設擂，廣東會館中很多人傷在擂台之上，於是去找雷老虎比武。比武中雷老虎以祕傳絕技「陰陽童子腳」將方世玉踢下擂台，護心鐵鏡粉碎，但由於方世玉全身猶如鐵鑄，未能踢死，於是方世玉又跳上擂台，用暗器「九環劍靴」傷了雷老虎左腿，之後趁勢將其打死。
因擂台明確禁止使用暗器，雷老虎之妻李小環決意報仇，在比武中也使用了劍靴並將方世玉踢成重傷。苗翠花趕赴杭州救活方世玉，與李小環連戰三日不分高下。及至李小環之父，白眉道人首徒李雄（李巴山）到達杭州，苗翠花知道敵之不過，於是赴雲南白鶴山求救於五枚大師。五枚大師至杭州勸解無效，在擂台上將李巴山和李小環相繼擊殺。之後方世玉、方孝玉、方美玉拜至善禪師為師。
雷老虎之子雷大鵬在武當山馮道德處學藝，之後在胡惠乾打機房事件中，雷大鵬為幫父母及師兄呂英布報仇，至廣州與至善禪師眾弟子比武，在連敗方世玉等八人後迎戰胡惠乾，即將取勝之際遭台下謝亞福（謝福三）的暗器「鐵鴛鴦」打斷手腕，隨即被胡惠乾殺死。
在至善禪師弟子中，以方世玉和洪熙官的武功最高，而方世玉的武功僅在至善之下，因此白眉道人在剿滅福建少林寺時請五枚大師對戰方世玉。方世玉跟五枚師太決鬥時，多個回合仍未能分出勝負，五枚師太終於找到方世玉的罩門 ~ 股道穴，就在肛門的位置。五枚師太佯裝敗退倒地不起，方世玉被勝利沖昏頭腦，竟然走過去想踩死五枚師太，在瞬間五枚師太由方世玉背後兩臀上打來，乘勢翻起腳尖，向上一挑，認定方世玉的谷道上踢去。方世玉毫不提防，就這一腳踢中谷道上的照門，登時也就爬不起來，復又認定他谷道，再挑一腳。說也奇怪，方世玉登時也就嗚呼哀哉了。

## 影视
| 首播/首映年份 | 影視作品               | 類型   | 飾演方世玉的演員 | 播映電視台/製作單位                                                          |
| ------------- | ---------------------- | ------ | ---------------- | ---------------------------------------------------------------------------- |
| 1938年        | 方世玉打擂台           | 電影   | 新马师曾         | 三兴贸易公司                                                                 |
| 1948年        | 方世玉與苗翠花         | 電影   | 石燕子           | 建成影片公司                                                                 |
| 1949年        | 方世玉胡惠乾三探武當山 | 電影   | 石燕子           | 三星影片公司                                                                 |
| 1949年        | 方世玉九戰峨眉山       | 電影   | 石燕子           | 大利影業公司(香港)/長江影業公司                                              |
| 1949年        | 方世玉萬里報師仇       | 電影   | 石燕子           | 三星影片公司/联合片场                                                        |
| 1949年        | 方世玉火燒紅雲寺       | 電影   | 石燕子           | 三星影片公司/南洋影片公司                                                    |
| 1950年        | 真假方世玉             | 電影   | 石燕子           | 和合影片公司                                                                 |
| 1950年        | 方世玉大破白蓮教       | 電影   | 石燕子           | 三星影片公司/南洋影片公司                                                    |
| 1950年        | 方世玉血戰陰陽洞       | 電影   | 石燕子           | 邵氏兄弟有限公司(香港)/三和電影                                              |
| 1950年        | 方世玉擂台招親         | 電影   | 石燕子           | 三友影片公司                                                                 |
| 1950年        | 方世玉父子報血仇       | 電影   | 石燕子           | 邵氏兄弟有限公司(香港)/雄獅影片公司                                          |
| 1951年        | 方世玉正傳             | 電影   | 石燕子           |                                                                              |
| 1951年        | 方世玉千里送艷娘       | 電影   | 石燕子           | 南洋影片公司                                                                 |
| 1951年        | 關東飛俠大戰方世玉     | 電影   | 石燕子           | 四達影業公司                                                                 |
| 1951年        | 方世玉遠征巨靈峰       | 電影   | 石燕子           | 大光影片公司                                                                 |
| 1951年        | 飛刀李鳳嬌             | 電影   | 石燕子           | 華南電影公司(香港)                                                           |
| 1952年        | 方世玉肉搏洪熙官       | 電影   | 石燕子           |                                                                              |
| 1952年        | 歌唱方世玉打擂台       | 電影   | 羽佳             |                                                                              |
| 1955年        | 方世玉與胡惠乾         | 電影   | 石燕子           | 萬里影片公司                                                                 |
| 1956年        | 方世玉義救洪熙官       | 電影   | 石燕子           | 鑽石影片公司                                                                 |
| 1958年        | 方世玉怒打乾隆皇       | 電影   | 石燕子           | 三生影业公司 /大成影片公司                                                   |
| 1958年        | 方世玉三打乾隆皇       | 電影   | 石燕子           |                                                                              |
| 1959年        | 方世玉血戰乾坤罩       | 電影   | 石燕子           |                                                                              |
| 1962年        | 方世玉擂台救母         | 電影   | 林家聲           | 天龍影業公司                                                                 |
| 1962年        | 方世玉武當山招親       | 電影   | 林家聲           | 天龍影業公司                                                                 |
| 1965年        | 無敵神童方世玉         | 電影   | 馮寶寶           | 七洋影片公司                                                                 |
| 1968年        | 方世玉三打木人巷       | 電影   | 馮寶寶           | 大志影片公司                                                                 |
| 1972年        | 方世玉                 | 電影   | 孟飛             | 南海影業公司(香港)                                                           |
| 1974年        | 方世玉與洪熙官         | 電影   | 傅聲             | 邵氏兄弟有限公司(香港)                                                       |
| 1974年        | 少林子弟               | 電影   | 傅聲             | 邵氏兄弟有限公司(香港)                                                       |
| 1975年        | 方世玉與洪熙官         | 電視劇 | 翁浩偉           | 中華電視台                                                                   |
| 1976年        | 方世玉與胡惠乾         | 電影   | 傅聲             | 邵氏兄弟有限公司(香港)                                                       |
| 1976年        | 廣東好漢               | 電視劇 | 衛子雲           | 佳藝電視                                                                     |
| 1976年        | 方世玉打擂台           | 電影   | 孟飛             | 金箭實業有限公司/南海影業公司(香港)                                          |
| 1977年        | 方世玉大破梅花樁       | 電影   | 孟飛             | 洲威影業公司(香港)                                                           |
| 1980年        | 大內群英續集           | 電視劇 | 張國榮           | 麗的電視                                                                     |
| 1981年        | 英雄出少年             | 電視劇 | 董瑋             | 電視廣播有限公司                                                             |
| 1984年        | 新方世玉               | 電影   | 宝华             | 广州文化服务公司 (中国) /香港联城影业公司 (香港)/中国电影合作制片公司 (中国) |
| 1986年        | 少林五壯士             | 電視劇 | 李文彪           | 亞洲電視有限公司                                                             |
| 1993年        | 方世玉                 | 電影   | 李连杰           | 正东制作有限公司                                                             |
| 1994年        | 方世玉續集             | 電影   | 李连杰           | 正东制作有限公司                                                             |
| 1994年        | 洪熙官之少林五祖       | 電影   | 王晶             | 新峰影業有限公司                                                             |
| 1994年        | 洪熙官                 | 電視劇 | 張家輝           | 亞洲電視有限公司                                                             |
| 1995年        | 方世玉與乾隆皇         | 電視劇 | 魏駿傑           | 香港電視廣播有限公司                                                         |
| 1999年        | 新方世玉               | 電視劇 | 赵文卓           | 新加坡电视机构/中国电视公司                                                  |
| 1999年        | 少年英雄方世玉         | 電視劇 | 張衛健           | 飞腾电影公司                                                                 |
| 2003年        | 南少林                 | 電視劇 | 吳京             |                                                                              |
| 2004年        | 南少林三十六房         | 電視劇 | 吳京             |                                                                              |
| 2011年7月     | 盖世英雄方世玉         | 電視劇 | 杨子             | 长城影视                                                                     |
| 2015年9月     | 大俠黃飛鴻             | 網路劇 | 孔連順           | 萬合天宜/優酷視頻                                                            |
| 2018年5月     | 方世玉之人在江湖       | 電影   | 徐子力           |                                                                              |
| 2019年4月18日 | 方世玉之盖世英雄       | 愛奇藝 | 謝苗             |                                                                              |